# Gustav Eitner
Ernst Gustav Eitner (* 9. Oktober 1835 in Fraustadt; † 4. September 1905 in Görlitz) war ein deutscher Gymnasialdirektor und Turnpädagoge.

## Leben und Werk
Er war der Sohn des Unteroffiziers Johann Gottfried Eitner und dessen Ehefrau Johanne Dorothea Eitner geborene Rossmann. Nach dem Besuch der Elementarschulen in Polnisch-Lissa und Königswalde bei Neurode in der Grafschaft Glatz ging er auf das Gymnasium in Schweidnitz, wo er am 27. März 1856 das Reifezeugnis erlangte. Danach studierte er an der Universität Breslau Philologie, wurde dort am 6. August 1860 mit einer Arbeit über Ballspiele des griechisch-römischen Altertums zum Dr. phil. promoviert (betreut von August Rossbach; Opponenten waren Karl Dilthey, Eduard Taube und Hermann Schnabel) und bestand am 31. Dezember 1860 das Lehramtsexamen in den Fächern Latein, Griechisch und Deutsch in allen Klassen.
Nach dem Studium trat Eitner in den preußischen Schuldienst ein. Von Ostern 1861 bis Ostern 1862 absolvierte er das Probejahr am Heilig-Geist-Gymnasium in Breslau, das damals aus einer Gymnasial- und einer Realabteilung bestand. An der Realschule wurde Eitner am 5. Juni 1862 als 3. Collaborator (Hilfslehrer) angestellt. Etwa drei Jahre später, zu Ostern 1865 wechselte er als 10. ordentlicher Lehrer an das renommierte Breslauer Maria-Magdalenen-Gymnasium.
Nach zwölf Jahren in Breslau nahm Eitner zum 1. Oktober 1873 einen Ruf zum Direktor des Gymnasiums in Wohlau an, wo er acht Jahre lang wirkte. Zum 1. April 1881 ging er als Direktor an das Gymnasium in Görlitz. Dort arbeitete er mit dem Abgeordneten von Schenckendorff in dem Verein für Knabenhandarbeit und Jugendspiele zusammen. Dort organisierte er unter anderem jährliche Kurse zur Ausbildung von Turnlehrern. Besonders weite Verbreitung erfuhr seine Schrift Die Jugendspiele. Ein Leitfaden bei der Einführung und Übung von Turn- und Jugendspielen (erstmals 1890, 8. Auflage 1893). Für seine Verdienste wurde er mit dem Ritterkreuz des Roten Adlerordens vierter Klasse und anlässlich seiner Pensionierung am 1. April 1898 mit dem Charakter eines Geheimen Regierungsrats ausgezeichnet.
Wie viele Gymnasiallehrer seiner Zeit war Eitner neben dem Schuldienst wissenschaftlich und publizistisch tätig. Er veröffentlichte Darstellungen und Studien zur neulateinischen und deutschen Dichtung (Jacob Balde, Friedrich von Logau, Johann Christian Günther) sowie eine Schulausgabe von Justins Weltgeschichte (1865).

## Schriften (Auswahl)
- De sphaeristica apud Graecos et Romanos. Breslau 1860 (Dissertation).
- Jacob Baldes Leben und Charakter. Breslau 1863 (Programm des Gymnasiums zum Heiligen Geist)
- mit Hermann Domke: Iustini historiarum libros in usum scholarum. 2 Teile, Breslau 1865.
- (Hrsg.): Sinngedichte von Friedrich von Logau. Leipzig 1870.
- (Hrsg.): Friedrichs von Logau sämmtliche Sinngedichte. Stuttgart 1872.
- Johann Christian Günthers Biograph Dr. Steinbach von Breslau und die Gottschedianer. Breslau 1872 (Programm des Gymnasiums an der St. Maria-Magdalenen-Kirche)
- Scenen aus dem altrömischen Leben. Wohlau 1874 (Programm des Gymnasiums)
- Die Künstlerschule zu Rhodus. Wohlau 1880 (Programm des Gymnasiums)
- Luther und das deutsche Haus. Görlitz 1883 (Programm des Gymnasiums)
- Sulpicius Maximus, ein elfjähriger Dichter. Görlitz 1884 (Programm des Gymnasiums)
- Die Jugendspiele. Ein Leitfaden bei der Einführung und Übung von Turn- und Jugendspielen. 1.–5. Auflage, Leipzig 1890. 6.–7., umgearbeitete Auflage, Leipzig 1891
  - 8., völlig umgearbeitete und verbesserte Auflage: Die Jugendspiele. Ein Leitfaden bei der Einführung und Übung von Turn- und Jugendspielen. Mit einen Anhang: Spiele für Mädchen. Leipzig 1893
- Die Höfische Lyrik des Mittelalters. Dresden 1895.